# Camelobaetidius arriaga
Camelobaetidius arriaga är en dagsländeart som först beskrevs av Jay R. Traver och Edmunds 1968.  Camelobaetidius arriaga ingår i släktet Camelobaetidius och familjen ådagsländor. Inga underarter finns listade i Catalogue of Life.